# Peter Grassmann
Peter H. Grassmann (* 21. November 1939 in München) ist ein ehemaliger deutscher Manager der Siemens AG und des Stiftungsunternehmens Carl Zeiss und Autor. Er lebt in München.

## Leben
Grassmanns Vater Wolfgang Grassmann war Direktor des Max-Planck-Instituts für Eiweiß- und Lederforschung in München. Sein Urgroßvater August von Rothmund hatte die Augenklinik der Münchner Universität gegründet. Dessen Vater Franz Christoph von Rothmund war von Ludwig I auf den poliklinischen und später chirurgischen Lehrstuhl der Universität berufen worden. Von diesen Urgroßeltern stammen auch Hubert Cremer, Mathematikprofessor an der RWTH Aachen und Erika Cremer, Professorin für Physikalische Chemie an der Universität Innsbruck ab. Zu Wolfgang Grassmann sechs Geschwistern zählen der Kunstmaler Günther Graßmann und Peter Grassmann, Professor für Verfahrenstechnik an der ETH Zürich. Grassmanns Mutter Elfriede von Hörmann stammt aus Innsbruck. Ihr Vater Ludwig von Hörmann war Professor an der Universität Innsbruck und mehrjährig deren Rektor. Ihr Großvater war Ludwig Hörmann von Hörbach.
Peter H. Grassmann wuchs auf in Dresden und nach der Flucht vor den einmarschierenden Sowjets auf einem Landgut der Familie weiter in Miesbach. Dort wurde er von Verwandten geprägt, die namhafte Wissenschaftler waren. Die Begegnung mit der ländlichen Natur weckte sein naturwissenschaftliches Interesse.
Er studierte Physik an der Technischen Universität München und promovierte 1968 am Max-Planck-Institut für Physik im Bereich der Plasmaphysik. Anschließend war er am Massachusetts-Institute of Technology in Cambridge/USA.
1969 begann er bei der Siemens AG im Bereich Medizintechnik und war ab 1988 als technischer Vorstand des Bereichs. Dort baute er die Geschäftsbereiche Computertomographie und Kernspintomographie zu hoch profitablen und weltweit führenden Geschäftsfeldern aus.
1994 wurde er vom Siemens Aufsichtsrats-Vorsitzenden Hermann Franz gebeten, die Sanierung des Stiftungs-Unternehmens Carl Zeiss zu übernehmen, dessen Stiftungskommissar Hermann Franz war. Im Hauptsitz in Oberkochen in Baden-Württemberg konzentrierte Grassmann das Unternehmen Zeiss auf die Geschäftsbereiche Augenoptik, Industrielle Messtechnik und Optiksysteme für die Halbleiterindustrie und sanierte den Standort Jena in Zusammenarbeit mit Lothar Späth. Weitere Tätigkeiten Grassmanns waren Mitgliedschaften im Senat der Max-Planck-Gesellschaft und im Kuratorium des MIT sowie Mandate in den Aufsichtsräten der Gambro AG und bei ASML B.V.
Seit dem Ende seiner Vorstandspositionen setzt sich Grassmann für die Werteregulierung der Marktwirtschaft ein, bekannt als „Corporate Social Responsibility“ (CSR). Heute steht für ihn dabei die Bekämpfung des Klimawandels im Vordergrund und hält dazu eine Stärkung der Selbstverpflichtungen von Wirtschaftssektoren und eine verstärkte bürgerliche Beteiligung an politischen Entscheidungen für erforderlich. Er ist Autor mehrerer Bücher sowie sonstiger Veröffentlichungen und Vorträge.

## Auszeichnungen
- Senator e. h. der Hochschule Aalen für Technik und Wirtschaft
- Wirtschaftsmedaille des Landes Baden-Württemberg
- Bundesverdienstkreuz 1. Klasse – Verdienstorden der Bundesrepublik Deutschland[7]

## Mandate
- Mehr Demokratie – Kuratorium
- Forum Ökologisch-Soziale Marktwirtschaft e. V. – FÖS – Beirat[8]
- Joimax GmbH – Aufsichtsrat
- Scientists for Future – Beirat
- Forum Ökologisch-Soziale Marktwirtschaft – Kuratorium
- Deutsche Umweltstiftung (Beirat)[7]

## Mitgliedschaften
- Scientists for Future
- Die Umwelt-Akademie e. V.
- Deutsches Netzwerk für Wirtschafts-Ethik (DNWE)
- Baden-Badener Unternehmergespräche
- Carl-Friedrich von Weizsäcker-Gesellschaft
- Rotary Club München-Bavaria
- Global Marshall Plan Initiative
- PresseClub München

## Publikationen
- Plateau 3: Zukunft vererben. Werteregulierte Marktwirtschaft und Bürgerdemokratie. Murmann Verlag Hamburg 2007, ISBN 978-3-86774-007-4
- BurnOut. Wie wir eine aus den Fugen geratene Wirtschaft wieder ins Lot bringen. Oekom Verlag München 2010, ISBN 978-3-86581-191-2
- Werteorientierte Marktwirtschaft. Wie die Wirtschaft mit Umwelt und Gesellschaft in Einklang kommen kann. Oekom München 2017, ISBN 978-3-96006-007-9
- Nachhaltigkeit in der Unternehmenspraxis: Impulse für Wirtschaft und Politik (Mitautor), Springer Gabler, Heidelberg 2018, ISBN 978-3-658-23064-7.
- Zähmt die Wirtschaft! Ohne bürgerliche Einmischung werden wir die Gier nicht stoppen. Westend Verlag Frankfurt am Main 2019, ISBN 978-3-86489-248-6
- Die Systemfrage. Selbstorganisation als Antwort auf die Krise. In: Ökologisches Wirtschaften. Ausgabe 02/2010. Oekom-Verlag München, 2010.
- Wir brauchen eine bessere Demokratie. München 2025, ISBN 978-3-8194-0684-3.